# La madrastra (telenovela de 2005)
La madrastra es una telenovela mexicana producida por Salvador Mejía para Televisa en el 2005. Es una nueva versión de la historia homónima del dramaturgo chileno Arturo Moya Grau, bajo la adaptación libre de la guionista y actriz Liliana Abud. Está considerada como una de las cinco telenovelas de Televisa más exitosas de todos los tiempos. Se estrenó el 7 de febrero de 2005 sustituyendo a Mujer de madera, y concluyó el 29 de julio del mismo año siendo reemplazada por La esposa virgen.
Esta protagonizada por Victoria Ruffo y César Évora, junto con Jacqueline Andere, Martha Julia, Guillermo García Cantú, Cecilia Gabriela, Sabine Moussier, René Casados y Sergio Mayer en los roles antagónicos. Acompañados de Ana Layevska, Mauricio Aspe, Michelle Vieth, Miguel Ángel Biaggio, Margarita Isabel, Ana Martín y Montserrat Oliver.

## Trama
María Fernández Acuña de San Román, es una mujer que está a punto de salir de la cárcel después de pasar 20 años encerrada por un crimen que no cometió. 
La historia ocurre 20 años atrás en un viaje a la isla de Aruba, al que asistieron ella, su marido Esteban San Román, las tías de este; Alba y Carmela San Román, los socios de Esteban con sus respectivas mujeres, Demetrio Rivero, Daniela Márquez, Bruno Mendizábal, Fabiola Morán, Arturo Ibáñez, Patricia de Ibáñez y Servando Maldonado, en ese viaje Patricia es asesinada, María encuentra el cadáver y toma del suelo el arma homicida, provocando que piensen que ella cometió el crimen y por el que va a parar a la cárcel durante 20 largos años.
Ahora que María está libre, solo piensa en volver a ver a sus hijos: Héctor y Estrella, y vengarse por todo el daño que le hicieron. Pero las cosas no son tan fáciles ya que Esteban les hizo creer a sus hijos que su madre murió. Otro propósito de María es demostrar que ella no mató a Patricia y que fue otro de los que asistieron a aquel viaje. María reúne a su esposo y amigos y todos se quedan impresionados por verla viva y frente a ellos. Todos la odian porque su regreso puede desenterrar secretos del pasado que todos creían enterrados, y es que todos tenían un motivo para matar a Patricia, pero no se imaginan que María en la cárcel se ha convertido en una mujer dura y cruel, y no está dispuesta a volverse a dejar pisotear por nadie más.
El reencuentro entre María y Esteban hace que resurja aquel amor del pasado, pero María, con el corazón endurecido de odio y rencor, no puede perdonarlo. Y a pesar de que él está comprometido con Ana Rosa, la sobrina de Daniela y Demetrio, acaba casándose con él con el propósito de estar junto a sus hijos. Pero María no lo tendrá fácil porque deberá luchar contra el altanero y soberbio Héctor y con la caprichosa y malcriada Estrella que la ven como una madrastra y se la pasan humillándola. El único consuelo para María es Ángel, el hijo adoptivo menor de Esteban quien a pesar de no ser su hijo la quiere como tal y Vivian, una fiel compañera de la cárcel, donde permanecieron juntas por un tiempo, dándose así una bella amistad entre ambas.
María tendrá muchas enemigas empezando por Alba, la tía de Esteban quien siempre la ha odiado y hará todo lo posible para apartarla de sus vidas, Ana Rosa que no soporta que Esteban la dejase plantada por ella; Daniela y Fabiola que siempre han estado enamoradas de Esteban y no soportan su regreso. A pesar de todo, María seguirá luchando para recuperar el amor de sus hijos y desenmascarar al verdadero asesino de Patricia.

## Reparto

### Principales
- Victoria Ruffo como María Fernández Acuña de San Román
- César Évora como Esteban San Román
- Eduardo Capetillo como Leonel Ibáñez
- Jacqueline Andere como Alba San Román
- Ana Martín como Socorro de Montes
- Martha Julia como Ana Rosa Márquez / Sofía Márquez
- Cecilia Gabriela como Daniela Márquez de Rivero
- Guillermo García Cantú como Demetrio Rivero
- René Casados como Bruno Mendizábal
- Sabine Moussier como Fabiola Morán de Mendizábal
- Irma Serrano como la duquesa de Walterrama y San Calixto

### Recurrentes
- Margarita Isabel como Carmela San Román
- Lorenzo de Rodas como Servando Maldonado
- Patricia Reyes Spíndola como Venturina García "La muda"
- Joaquín Cordero como el Padre Belisario
- Michelle Vieth como Vivian Sousa
- Ana Layevska como Estrella San Román Fernández
- Sergio Mayer como Carlos Sánchez
- Mauricio Aspe como Héctor San Román Fernández
- Mariana Ríos como Guadalupe Montes "Lupita"
- Miguel Ángel Biaggio como Ángel San Román / Ángel Rivero San Román
- Ximena Herrera como Alma Martínez
- José Luis Reséndez como Greco Montes
- Carlos Bonavides como Rufino Sánchez "El Pulpo"
- Arturo García Tenorio como Leonardo Montes "Da Vinci"
- Liza Willert como Rebeca Robles
- Marcial Casale como El Mañas
- Arturo Muñoz como El Panteón
- Ricardo Vera como Oncólogo
- Rubén Morales como el Detective Figueroa
- María Luisa Alcalá como Fanny
- Mariana Karr como Carcelera
- Mario Casillas como Dr. René Rodríguez
- Montserrat Oliver como Patricia Soler de Ibáñez
- Archie Lanfranco como Luciano Cisneros
- Óscar Morelli como Director de la Cárcel
- Alejandro Ruiz como Dr. Alejandro Ruiz
- Stephanie Gerard como Maggie
- Manuel Medina como El Cadenas
- Sebastián como El Greñas
- Joustein Roustand como El Huesos
- Santiago Hernández como El Pulgarcito
- Andrés Márquez como El Panzas
- Rocío Cárdenas como Angélica Espino
- Pilar Pellicer como Sonia
- Marcelo Buquet como Gerardo Salgado
- Sergio Catalán como Flavio Marinelli
- Miguel Ángel Fuentes como Fausto
- Daniela Serrano como Ingrid Rivero
- Vicky Palacios como Vicky
- Evelyn Nieto como Flor
- Carlos de la Mota como Botones
- Germán Gutiérrez como el Dr. Huerta

### Estrellas invitadas especiales
- Alfredo Adame como él mismo
- Laura Pausini como ella misma
- Alejandra Barros como Diana

## Episodios
| N.º en serie | N.º en em. | Título                           | Fecha de emisión original              |
| ------------ | ---------- | -------------------------------- | -------------------------------------- |
| 1            | 1          | «Problemas»                      | 7 de febrero de 2005                   |
| 2            | 2          | «Todo por una aventura»          | 8 de febrero de 2005                   |
| 3            | 3          | «Libertad»                       | 9 de febrero de 2005                   |
| 4            | 4          | «No regreses»                    | 10 de febrero de 2005                  |
| 5            | 5          | «Hasta lo imposible»             | 11 de febrero de 2005                  |
| 6            | 6          | «En contra»                      | 14 de febrero de 2005                  |
| 7            | 7          | «Mis hijos»                      | 15 de febrero de 2005                  |
| 8            | 8          | «Saber más»                      | 16 de febrero de 2005                  |
| 9            | 9          | «No bajo el mismo techo»         | 17 de febrero de 2005                  |
| 10           | 10         | «Sorpresa»                       | 18 de febrero de 2005                  |
| 11           | 11         | «Consejos»                       | 21 de febrero de 2005                  |
| 12           | 12         | «Mentiras y secretos»            | 22 de febrero de 2005                  |
| 13           | 13         | «Confesiones (I)»                | 23 de febrero de 2005                  |
| 14           | 14         | «¿Quién es esa mujer?»           | 24 de febrero de 2005                  |
| 15           | 15         | «No me quiero casar»             | 25 de febrero de 2005                  |
| 16           | 16         | «Borrachera»                     | 28 de febrero de 2005                  |
| 17           | 17         | «Con cuidado»                    | 1 de marzo de 2005                     |
| 18           | 18         | «Amantes (I)»                    | 2 de marzo de 2005                     |
| 19           | 19         | «Trabajo»                        | 3 de marzo de 2005                     |
| 20           | 20         | «Castigo y curiosidad»           | 4 de marzo de 2005                     |
| 21           | 21         | «Oferta de trabajo»              | 7 de marzo de 2005                     |
| 22           | 22         | «Indiferencia»                   | 8 de marzo de 2005                     |
| 23           | 23         | «Presentaciones»                 | 9 de marzo de 2005                     |
| 24           | 24         | «Dinero de por medio»            | 10 de marzo de 2005                    |
| 25           | 25         | «Embarazadas»                    | 11 de marzo de 2005                    |
| 26           | 26         | «Propuesta de matrimonio»        | 14 de marzo de 2005                    |
| 27           | 27         | «Trasplante»                     | 15 de marzo de 2005                    |
| 28           | 28         | «Por amor»                       | 16 de marzo de 2005                    |
| 29           | 29         | «Por mi culpa»                   | 17 de marzo de 2005                    |
| 30           | 30         | «Pronto»                         | 18 de marzo de 2005                    |
| 31           | 31         | «En la cabaña»                   | 21 de marzo de 2005                    |
| 32           | 32         | «¿Quién es el asesino?»          | 22 de marzo de 2005                    |
| 33           | 33         | «Mareos»                         | 23 de marzo de 2005                    |
| 34           | 34         | «Historias de alcohol»           | 24 de marzo de 2005                    |
| 35           | 35         | «Amantes (II)»                   | 25 de marzo de 2005                    |
| 36           | 36         | «Mi hijo»                        | 28 de marzo de 2005                    |
| 37           | 37         | «Compromiso»                     | 29 de marzo de 2005                    |
| 38           | 38         | «Pesadillas»                     | 30 de marzo de 2005                    |
| 39           | 39         | «Enloquecida»                    | 31 de marzo de 2005                    |
| 40           | 40         | «Celos»                          | 1 de abril de 2005                     |
| 41           | 41         | «Acto sorpresa»                  | 4 de abril de 2005                     |
| 42           | 42         | «Shock»                          | 5 de abril de 2005                     |
| 43           | 43         | «Enamorada»                      | 6 de abril de 2005                     |
| 44           | 44         | «Durante años»                   | 7 de abril de 2005                     |
| 45           | 45         | «Tregua»                         | 8 de abril de 2005                     |
| 46           | 46         | «Muerte misteriosa»              | 11 de abril de 2005                    |
| 47           | 47         | «Discusión»                      | 12 de abril de 2005                    |
| 48           | 48         | «Sentimientos»                   | 13 de abril de 2005                    |
| 49           | 49         | «Insultos»                       | 14 de abril de 2005                    |
| 50           | 50         | «Mi vida»                        | 15 de abril de 2005                    |
| 51           | 51         | «Al fuego»                       | 18 de abril de 2005                    |
| 52           | 52         | «Razones»                        | 19 de abril de 2005                    |
| 53           | 53         | «20 años»                        | 20 de abril de 2005                    |
| 54           | 54         | «Por fin»                        | 21 de abril de 2005                    |
| 55           | 55         | «Viva»                           | 22 de abril de 2005                    |
| 56           | 56         | «Perdón»                         | 25 de abril de 2005                    |
| 57           | 57         | «Balazos»                        | 26 de abril de 2005                    |
| 58           | 58         | «Apoyo»                          | 27 de abril de 2005                    |
| 59           | 59         | «¿Fuiste tú?»                    | 28 de abril de 2005                    |
| 60           | 60         | «Por dinero»                     | 29 de abril de 2005                    |
| 61           | 61         | «Buenas noticias»                | 2 de mayo de 2005                      |
| 62           | 62         | «Páginas»                        | 3 de mayo de 2005                      |
| 63           | 63         | «Locura»                         | 4 de mayo de 2005                      |
| 64           | 64         | «Carta»                          | 5 de mayo de 2005                      |
| 65           | 65         | «Secretos»                       | 6 de mayo de 2005                      |
| 66           | 66         | «Ausencia»                       | 9 de mayo de 2005                      |
| 67           | 67         | «Infidelidades»                  | 10 de mayo de 2005                     |
| 68           | 68         | «Desahogo»                       | 11 de mayo de 2005                     |
| 69           | 69         | «La gabardina»                   | 12 de mayo de 2005                     |
| 70           | 70         | «Sobrino»                        | 13 de mayo de 2005                     |
| 71           | 71         | «Retrato»                        | 16 de mayo de 2005                     |
| 72           | 72         | «Matrimonio comprado»            | 17 de mayo de 2005                     |
| 73           | 73         | «Bonita pareja»                  | 18 de mayo de 2005                     |
| 74           | 74         | «Amenazas y chantajes»           | 19 de mayo de 2005                     |
| 75           | 75         | «Plan de ataque»                 | 20 de mayo de 2005                     |
| 76           | 76         | «Descubrimientos»                | 23 de mayo de 2005                     |
| 77           | 77         | «Retrato y peleas familiares»    | 24 de mayo de 2005                     |
| 78           | 78         | «Confía en mí»                   | 25 de mayo de 2005                     |
| 79           | 79         | «Abuela»                         | 26 de mayo de 2005                     |
| 80           | 80         | «Confesiones (II)»               | 27 de mayo de 2005                     |
| 81           | 81         | «De hoteles e historias tristes» | 30 de mayo de 2005                     |
| 82           | 82         | «Morir de amor»                  | 31 de mayo de 2005                     |
| 83           | 83         | «No lo olvidaré»                 | 1 de junio de 2005                     |
| 84           | 84         | «Fuera»                          | 2 de junio de 2005                     |
| 85           | 85         | «Divorcio»                       | 3 de junio de 2005                     |
| 86           | 86         | «Joyería»                        | 6 de junio de 2005                     |
| 87           | 87         | «Amenaza con la verdad»          | 7 de junio de 2005                     |
| 88           | 88         | «Problema con la bebida»         | 8 de junio de 2005                     |
| 89           | 89         | «Pretextos»                      | 9 de junio de 2005                     |
| 90           | 90         | «Tu hijo»                        | 10 de junio de 2005                    |
| 91           | 91         | «En la cabaña»                   | 13 de junio de 2005                    |
| 92           | 92         | «Negocios sucios»                | 14 de junio de 2005                    |
| 93           | 93         | «Orígenes»                       | 15 de junio de 2005                    |
| 94           | 94         | «La verdad»                      | 16 de junio de 2005                    |
| 95           | 95         | «Reclamos»                       | 17 de junio de 2005                    |
| 96           | 96         | «Nada más»                       | 20 de junio de 2005                    |
| 97           | 97         | «Anuncios»                       | 21 de junio de 2005                    |
| 98           | 98         | «Te lo ruego»                    | 22 de junio de 2005                    |
| 99           | 99         | «Desaparecidos»                  | 23 de junio de 2005                    |
| 100          | 100        | «Soy tu madre»                   | 24 de junio de 2005                    |
| 101          | 101        | «Hospital psiquiátrico»          | 27 de junio de 2005                    |
| 102          | 102        | «Infidelidad»                    | 28 de junio de 2005                    |
| 103          | 103        | «Terraza»                        | 29 de junio de 2005                    |
| 104          | 104        | «Perdón»                         | 30 de junio de 2005                    |
| 105          | 105        | «Vergüenza»                      | 1 de julio de 2005                     |
| 106          | 106        | «Cabello largo»                  | 4 de julio de 2005                     |
| 107          | 107        | «Culpas»                         | 5 de julio de 2005                     |
| 108          | 108        | «Detenido»                       | 6 de julio de 2005                     |
| 109          | 109        | «Pena de muerte»                 | 7 de julio de 2005                     |
| 110          | 110        | «Leucemia»                       | 8 de julio de 2005                     |
| 111          | 111        | «Abogado»                        | 11 de julio de 2005                    |
| 112          | 112        | «Acepto»                         | 12 de julio de 2005                    |
| 113          | 113        | «Trasplante de médula»           | 13 de julio de 2005                    |
| 114          | 114        | «Probar la inocencia»            | 14 de julio de 2005                    |
| 115          | 115        | «La prueba»                      | 15 de julio de 2005                    |
| 116          | 116117     | «Otra persona»                   | 18 de julio de 200519 de julio de 2005 |
| 117          | 118119     | «Recompensa»                     | 20 de julio de 200521 de julio de 2005 |
| 118          | 120121     | «Somnífero»                      | 22 de julio de 200525 de julio de 2005 |
| 119          | 122123     | «Detener la ejecución»           | 26 de julio de 200527 de julio de 2005 |
| 120          | 124125     | «Fin»                            | 28 de julio de 200529 de julio de 2005 |

### Especial
| N.º | Título                       | Fecha de emisión original |
| --- | ---------------------------- | ------------------------- |
| 1 | «La madrastra: años después» | 30 de julio de 2005       |
| Establecido diez años después de la boda quíntuple del final, el especial retrata a la familia felizmente reunida de San Román, incluidos cuatro nuevos nietos, así como a los residentes de Xochimilco (los villanos reformados Bruno, Fabiola y Daniela no aparecen en el especial; se dice que Daniela felizmente se casaron con un hombre mayor, mientras que Bruno y Fabiola se dedicaron a ayudar a niños enfermos). Los San Román van a la cabaña del lago de Patricia para celebrar su aniversario de boda compartido de diez años, sin saber que Demetrio, a quien creen que murió después de escapar de la prisión un año antes, en realidad está vivo y bien y está conspirando con su nieto, Ángel y Angelito, el hijo de Alma (Ximena Herrera), y la niñera de los nietos de San Román, Diana, para matar a toda la familia. Después de numerosos complots fallidos para matar a los miembros de su familia, Angelito atrae a María a una choza en el bosque donde Demetrio retiene a Estrella como rehén. Esteban viene a su rescate, pero mientras pelea con Demetrio, una vela se voltea y prende fuego a la estructura, matando a Demetrio y a Diana. Angelito se queda cerca de la muerte después del evento, pero las oraciones de María a la Virgen María salvan al niño, y su abuela le da la figura de plata de la Virgen que hizo en la cárcel para recordarle que siempre sea bueno. |                              |                           |

## Producción
El 27 de agosto de 2004, se anunció que Salvador Mejía empieza trabajar en su cuarto proyecto, el cual consistiría en una nueva versión de la historia de 1981 creada por Arturo Moya Grau, la cual, su última versión exitosa hecha por Televisa fue en 1985, con Vivir un poco. En ese mismo día, se anuncia que para el papel de la protagonista titular, tenía contemplado a Verónica Castro, Lucía Méndez, y a la colombiana Margarita Rosa de Francisco, aparte de confirmarse en el reparto a Jacqueline Andere, Margarita Isabel, Guillermo García Cantú, Ana Layevska e Irma Serrano, y César Evora como el protagonista masculino. Las grabaciones de la telenovela iniciaron el 3 de noviembre de 2004, la cual la encargada del guion es Liliana Abud. El 5 de noviembre de 2004, se confirma a gran parte del reparto, entre ellos a Victoria Ruffo. Mejía declaró, que la selección de Ruffo como la protagonista se debió a que «la actriz se perfila mejor para el papel de la madre que viene a rescatar a sus hijos y a ejercer venganza», derivado de no haberse llevado a un acuerdo con la negociación de Lucía Méndez y Verónica Castro, siendo ellas las dos primeras contempladas para el papel protagónico. Las grabaciones de la telenovela culminaron en julio de 2005, con la grabación del especial La madrastra: años después.

### Final alternativo
Durante su primera retransmisión en el año 2007, se anuncia un segundo final (alternativo) con el mismo reparto, grabando las nuevas escenas que siguen la misma trama de la historia. Entre los actores que regresan a grabar esta Sabine Moussier, la cual su personaje de Fabiola Morán para este final alternativo sería la principal asesina del personaje de Montserrat Oliver, a comparación del final original con Guillermo García Cantú.

## Audiencias
| Temporada | Horario (CT)                                                                                  | Episodios | Primera emisión      | Primera emisión    | Última emisión      | Última emisión     |
| Temporada | Horario (CT)                                                                                  | Episodios | Fecha                | Audiencia (puntos) | Fecha               | Audiencia (puntos) |
| --------- | --------------------------------------------------------------------------------------------- | --------- | -------------------- | ------------------ | ------------------- | ------------------ |
| 1         | Lunes a viernes 21:00 - 22:00 h. (eps. 1-115) Lunes a viernes 21:00 - 21:30 h. (eps. 116-125) | 125       | 7 de febrero de 2005 | 26.2               | 29 de julio de 2005 | 37.0               |

## Premios y nominaciones

### Premios TVyNovelas 2006
| Categoría                                 | Nominados                        | Resultados |
| ----------------------------------------- | -------------------------------- | ---------- |
| Mejor telenovela                          | Salvador Mejía                   | Nominado   |
| Mejor actriz protagónica                  | Victoria Ruffo                   | Nominada   |
| Mejor actor protagónico                   | César Évora                      | Nominado   |
| Mejor actriz antagónica                   | Jacqueline Andere                | Nominada   |
| Mejor actor antagónico                    | Guillermo García Cantú           | Nominado   |
| Mejor primera actriz                      | Ana Martín                       | Nominada   |
| Mejor primer actor                        | Joaquín Cordero                  | Nominado   |
| Mejor actriz de reparto                   | Margarita Isabel                 | Nominada   |
| Mejor actor de reparto                    | René Casados                     | Nominado   |
| Mejor actuación juvenil estelar femenina  | Ana Layevska                     | Nominada   |
| Mejor actuación juvenil estelar masculina | Mauricio Aspe                    | Ganador    |
| Mejor actuación juvenil estelar masculina | José Luis Reséndez               | Nominado   |
| Mejor dirección de escena                 | Jorge Edgar Ramírez Eric Morales | Ganadores  |
| Mejor tema musical                        | «Víveme» (Laura Pausini)         | Nominada   |

### Premios Bravo 2006
| Categoría            | Nominados      | Resultados |
| -------------------- | -------------- | ---------- |
| Mejor primera actriz | Victoria Ruffo | Ganadora   |

### TV Adicto Golden Awards 2010
| Categoría                   | Nominados      | Resultados |
| --------------------------- | -------------- | ---------- |
| Mejor refrito o importación | Salvador Mejía | Ganador    |